# Jason Ramirez Landaverry

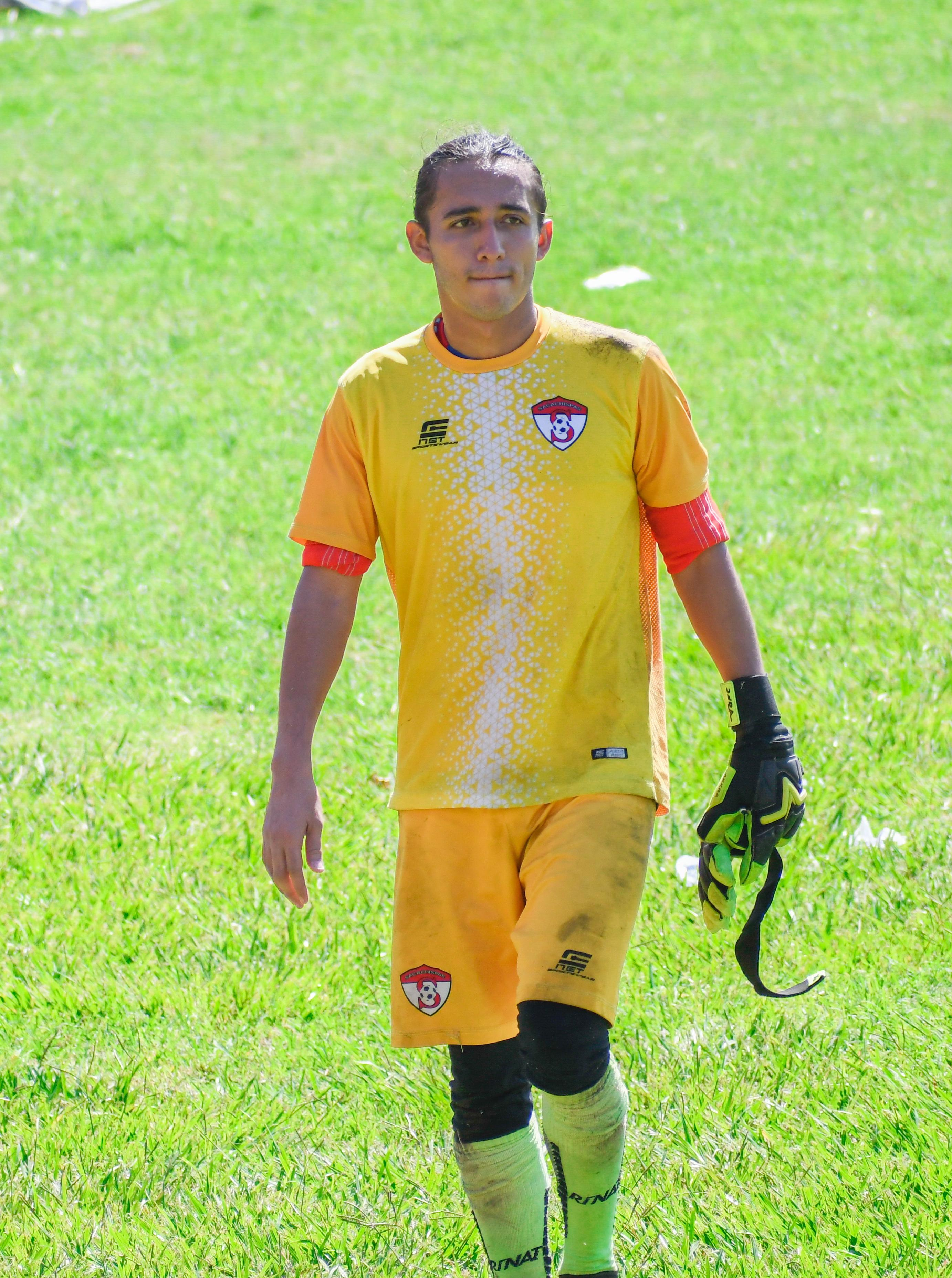
Landaverry en etapa de calentamiento

Jason Estuardo Ramírez Landaverry (Chiquimula, Guatemala, 14 de agosto de 1998) es un futbolista guatemalteco. Juega de portero y su equipo actual es el América de Salcajá de la Segunda División de Guatemala, estudiante en la Tricentenaria Universidad San Carlos de Guatemala, actualmente está cursando la Licenciatura en Ciencias Jurídicas y Sociales.
"Landaverry" como es conocido, actualmente se encuentra sin actividad profesional desde el mes de julio del año dos mil veintitrés, después de haber sido cedido al Club Deportivo Gualán de la Segunda División de Guatemala.

## Trayectoria
Inició su trayectoria siendo un juvenil de las categorías inferiores del CSD Sacachispas cuando tenía 17 años en Chiquimula, Chiquimula. En julio del 2017 se incorpora a las filas del club Chiquimula FC , en aquel entonces servían de filiales al club de Sacachispas. Luego de formar parte dos torneos de la Liga Tercera División de Guatemala se une a un club de la liga Segunda División en Ipala, Chiquimula , club con el que lograría llegar hasta cuartos de final, cabe mencionar que este club era recién ascendido a dicha categoría.
Posteriormente pasa a formar parte del cuadro mayor de Sacachispas en el Torneo Clausura de la Temporada Oficial 2018-2019, desde entonces hasta el torneo apertura 2021-2022 había pertenecido al club en lo que ha sumado 3 temporadas seguidas vinculado laboralmente a la institución Chiquimulteca.
Actualmente el arquero de 23 años ha sido requerido por el club de América de Salcajá, de la Liga Segunda División de no Aficionados de Guatemala , equipo que compite en el grupo "E" de dicha liga y ubicado en el municipio de Salcajá, en el departamento de quetzaltenango.
"Landaverry" estuvo vinculado al Club América de Salcajá hasta finales de este torneo clausura, de la temporada oficial 2021-2022.
Posteriormente, en el torneo 2022-2023, el cancerbero chiquimulteco firmó por dos torneos en el Club Deportivo Gualán, de la Segunda División de no Aficionados, Equipo con el cual logró llegar a tener un subcampeonato en dicha categoría.

Actualmente, Jason ha concluido su relación contractual con el Club Deportivo Gualán y volvió al Club Social y Deportivo Sacachispas de la Primera División de Futbol de no Aficionados, toda vez que sigue siendo propiedad del Club Mutero, en este torneo suma cero minutos jugados, y no se ha visto en actividad profesional con la institución sacachispera desde el 16 de Julio de 2,023 enfrentando en la jornada 11 al Club Aurora de la Primera División.

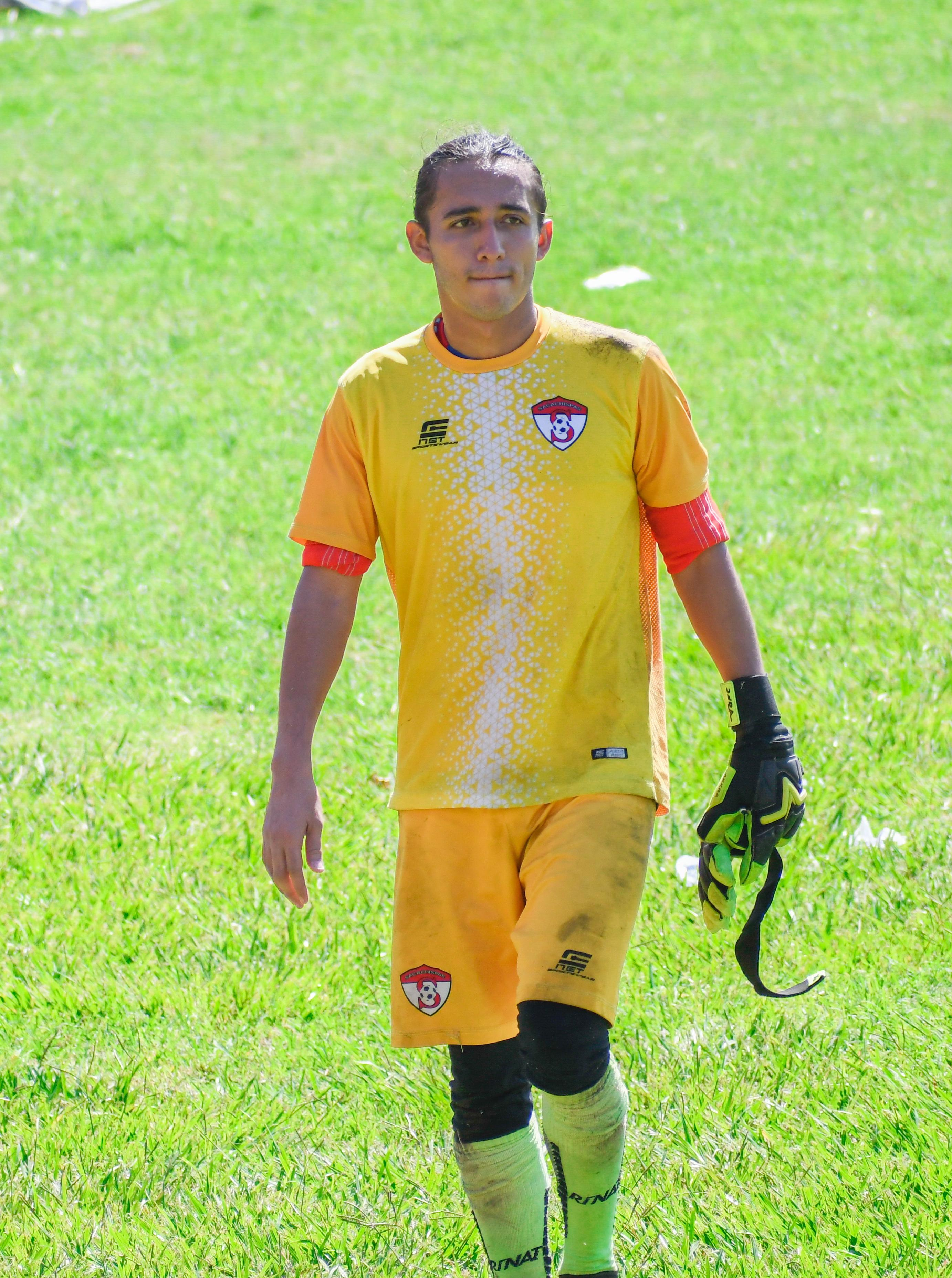
Landaverry en Calistenia
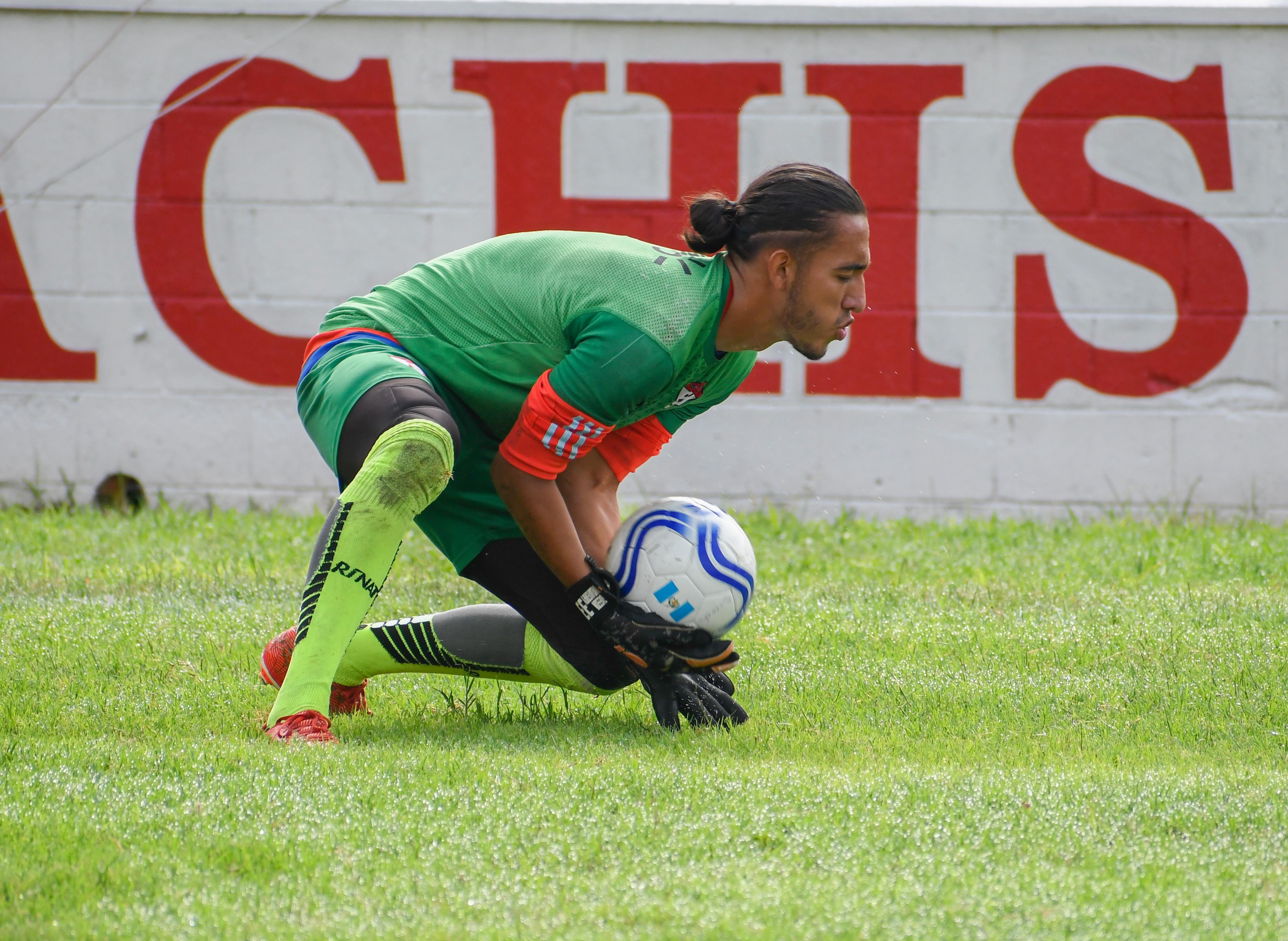
Partido amistoso internacional, Club Atletico Pinares de Honduras
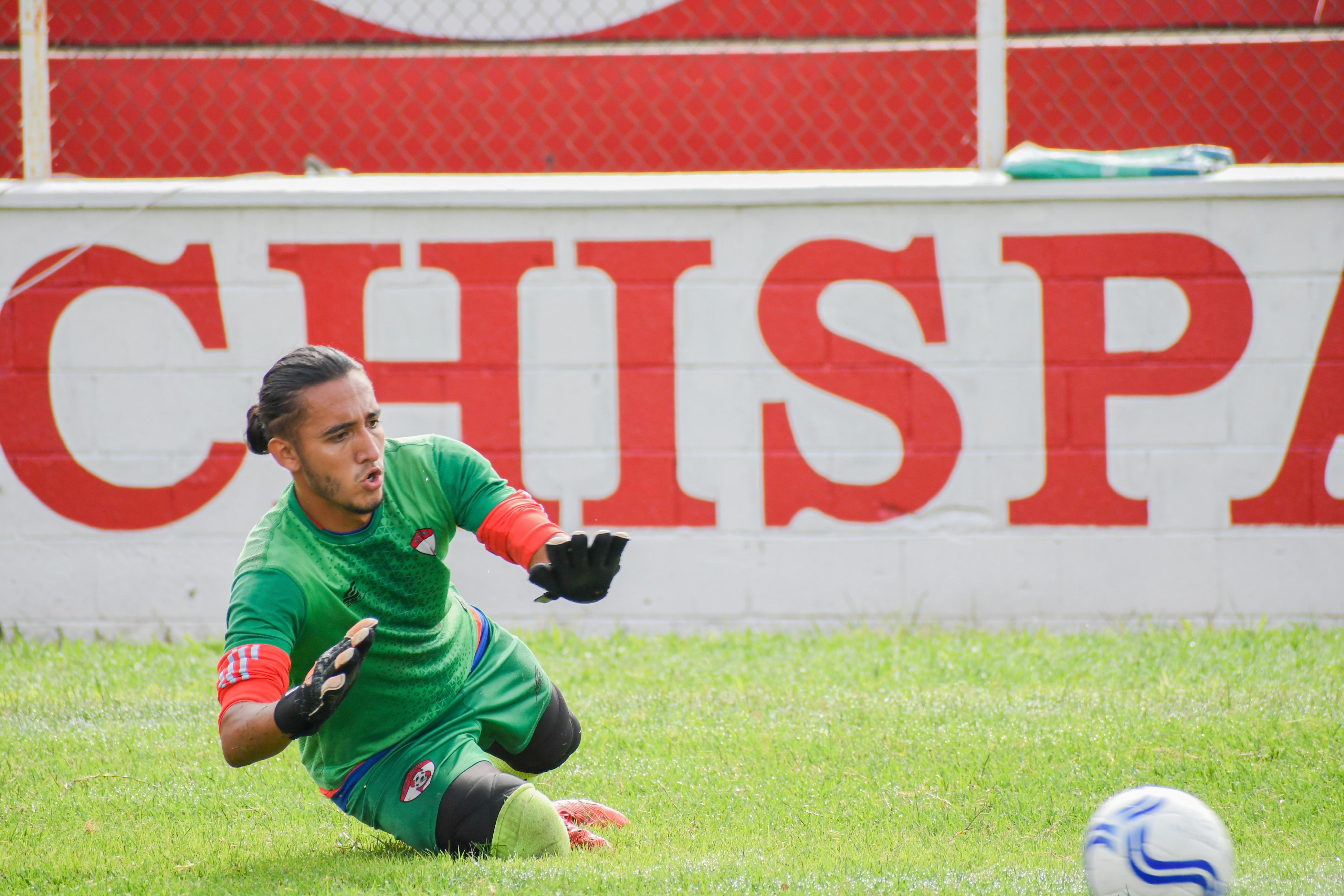
Jason Landaverry en etapa de Calistenia previo arrancar un amistoso de pre-temporada